# Itchitabudah
Itchitabudah /It-chit-a-bud-ah, 'hladni' ili 'sjeverni' narod/, Ime koje Neighbors navodi kao jedno od 8 glavnih bandi Komanča iz Teksasa. Za njih, Hainenaune i Parkenaum, Thomas V. Kavanagh kaže da su mepoznati iz drugih izvora.
Njihovo ime dolazi od utsu?itU, 'hladno' odnosno 'cold people' ili 'northern band' zato što žive u hladnoj zemlji. Hodge i Swanton ovaj naziv ne spominju u svojim člamcima o Komačima, a popularni Sultzman njihov naziv pogrešno zapisuje kao Itchitabudan. 